# Gale (Wisconsin)
Gale è un comune degli Stati Uniti, situato in Wisconsin, nella Contea di Trempealeau.